# Alipos
Alipos (en llatí Alypus, en grec antic Ἄλύπος) fou un escultor de l'antiga Grècia nascut a Sició.
Va estudiar amb Naucides d'Argos. Es pot fixar la seva època perquè va fer les estàtues de bronze d'alguns espartans que havien participat a la victòria de Lisandre a Egospòtams el 405 aC. Pausànies també fa menció d'algunes estàtues de vencedors olímpics fetes per ell.